# السربينتين
السربينتين (بالإنجليزية:  The Serpentine)‏ (المعروفة أيضًا باسم نهر السربنتين) هي بحيرة ترفيهية بمساحة 40 فدانًا (16 هكتارًا) في الهايد بارك ، لندن ، إنجلترا ، تم إنشاؤها في عام 1730 بناءً على طلب من الملكة كارولين، على الرغم من أنه من الشائع الإشارة إلى المجسم المائي بأكمله باسم السربنتين، إلا أن الاسم يشير فقط إلى النصف الشرقي من البحيرة، جسر سربنتين، الذي يمثل الحدود بين هايد بارك وحدائق كنسينغتون، ويمثل أيضًا الحد الغربي لسربنتين، يُعرف النصف الغربي الطويل والضيق من البحيرة باسم المياه الطويلة، ويأخذ السربنتين اسمه من شكله المنحنى الشبيه بالثعبان، على الرغم من أنه يحتوي على انحناء واحد فقط.
```
تم تغذية المجسم المائي في الأصل من قبل نهر ويستبورن وتيبورن بروك في 1730s ، ثم تم ضخ مياه البحيرة من نهر التايمز في ثلاثينيات القرن التاسع عشر، يتم ضخ المياه الآن من ثلاثة آبار داخل الهايد بارك، وآخرها تم تركيبه في مايو 2012 كجزء من ترميم البحيرة 2011-2012، قدم السربنتين نقطة اتصال للمعرض الكبير لعام 1851 ، وكان مؤخرًا مكانًا لسباقات الترياتلون والسباحة الماراثونية للرجال والنساء في أولمبياد لندن 2012، ومنذ عام 1864 ، ينظم نادي السربنتين للسباحة سباق 100 ياردة كل صباح في عيد الميلاد، وفي عام 1913 ، تم افتتاح كأس بيتر بان لهذا السباق من قبل ج.م. باري، مبتكر الشخصية الخيالية بيتر بان.
هناك العديد من المرافق الترفيهية حول السربنتين، بالإضافة إلى ركوب القوارب على البحيرة نفسها، وفي عام 1860 تم تعديل السربنتين إلى بركة تزلج ذات حواف رسمية، ومن بين المعالم القريبة من البحيرة هي نافورة أميرة ويلز التذكارية ديانا.
```

## جغرافياً
كانت البحيرة تغذى في الأصل بواسطة نهر ويستبورن الممتد على طول الحديقة الإيطالية في الطرب الشمالي الجنوبي لنهر لونج . توقف نهر ويستبورن عن توفير المياه خلال عام 1834 ولأنه قد أصبح ملوثا لذلك تم ضخ المياه لبضع سنوات من نهر التايمز. ويتم ضخ المياه الآن من خلال ثلاث آبار محفورة في الطبقة العلوية. يوجد البئر الأول في الحدائق الإيطالية والثاني في نصب ديانا التذكاري والثالث تم حفره في عام 2012 على عمق 132 متر ( 433 قدماً) . على بعد 50 متر ( 160 قدماً) تمتد مياه لونج جنوب شرق من هذه المنطقة إلى جسر سر بنتين حيث تنحني البحيرة شرقاً , متتبعة ً الملامح الطبيعية للأرض . يتدفق الماء عبر فتحه في السد في الطرف الشمالي مما يشكل شلالاً زخرفياً عند الوادي الصغير . لم يحافظ التدفق الخارجي على الشلال تاريخيا وقد تم تركيب مضخات إعادة التدوير في الوادي، أسفل السد للحفاظ على هذه الميزة . لقد أعادت أعمال الترنيم في عام 2012 التدفقات إلى السر نيتين وتم استعادة هذا الشلال الآن كما تم تصميمه في الأصل . تاريخيا، يعد تدفق هذا النهر مكشوفاً وذلك بسبب أن الحدود الجنوبية في هذه المنطقة في حدود متبادلة لويسنمنتر وكينسينجتون، ولكن منذ عام 1850 كان مجرورا تحت الأرض إلى ان يصل لنهر التايمز بالقرب من جسر تشيلسي.
```
يبلغ عمق البحيرة 17 قدما ً (5.2 مترا ) كحد أقصى و حجم المياه 319,178 
آكر قدم
 393700 
متر مكعب
 ، وغالبا ما يقال أنها أعمق ولكن الأبحاث الباثيمترية بواسطة الحديقة الملكية قد كشفت عن تصميم البحيرة في عام 2010 . يوجد مطعمان على ضفاف البحيرة والعديد من المرافق الترفيهيه على شاطئ البحيرة .تظهر تفاصيل خريطة روك لعام 1746 أن جسر سبنيسرينالمشيد حديثا ً ويمكن مشاهدة المسارات المتقاربة على البركة المستديرة إلى الغرب من البحيرة . في عام 1730 , أمرت الملكة كارولين زوجة جورج الثاني بسد نهر ويستبورن في هايدبارك كجزء من إعادة تطوير عامة لحديقة هايدبارك وحدائق كينسينغتون . وربما توجد برك مقدسة أصلية في المكان وقد تم تعديلها كجزء من مخطط 1730 /1732 بإنشاء بحيرة واحدة . وفي ذلك الوقت شكل ويستر بورن أحد عشر بركة طبيعية في الحديقة . خلال عام 1730 امتلأت البحيرة بحجمها وشكلها الحاليين. تم تنفيذ إعادة التدوير بواسطة البستاني الملكي تشارلز بريد جمان الذي قام بغلق سد وسربورن لإنشاء البحيرة الاصطناعية . وحفر بركة كبير في وسط الحدائق كينسينجتونلتكون نقطة محورية للمسارات في الحديقة . وفي أثناء البناء، كان البحيرات الاصطناعية طويلة ومستقيمة، كانت السر بنتين واحدة من أقدم البحيرات الاصطناعية المصممة لتبدو طبيعية وتم تقليدها على نطاق واسع في الحدائق والمنتزهات على الصعيد الوطني.
```